# Asiago (Venetien)
Asiago (deutsches Exonym: Schlege, Schläge oder Schlägen, zimbrisch Sleghe oder Sleeghe) ist eine italienische Gemeinde (comune) mit 6223 Einwohnern (Stand 31. Dezember 2024) in der  Provinz Vicenza, Region Venetien.

## Geographie

Lage von Asiago in der Provinz Vicenza

Asiago liegt rund 55 km nördlich von der Provinzhauptstadt Vicenza in den Vizentiner Alpen auf etwa 1000 m s.l.m. Die von bis zu 2341 m hohen Bergen umgebene nördlichste Gemeinde der Provinz Vicenza ist das wirtschaftliche und kulturelle Zentrum der Hochebene der Sieben Gemeinden (italienisch Sette Comuni), die auch als Hochebene von Asiago bezeichnet wird. 

### Verwaltungsgliederung
Zur Gemeinde gehören neben dem Gemeindesitz Asiago noch die Fraktion Sasso sowie weitere zwölf Weiler bzw. verstreut liegende Häuser, auch als Contrade bezeichnet: Ave, Klama, Longhini, Campomezzavia, Pènnar, Stocke, Laiten, Valdorco (ehemals Orkentaal), Ebene, Untargeicke, Podestà, Rodeghieri (ehemals Prüdegar), Bosco (ehemals Balde), Büscar, Tulle, Bortoni (ehemals Bortune), Làmara, Schacher, Oba, Valle (ehemals Taal), Vescovi (ehemals Bischofarn), Höllar, Rützer, Mosele, Mörar, Coda (ehemals Schbanz), Kaberlaba. Die zu Sasso gehörenden Contrade sind: Lobba, Chiesa, Mori, Grulli, Sprunch, Gianesoni, Colli, Cotti, Ecchelen, Ruggi, Caporai.

## Geschichte

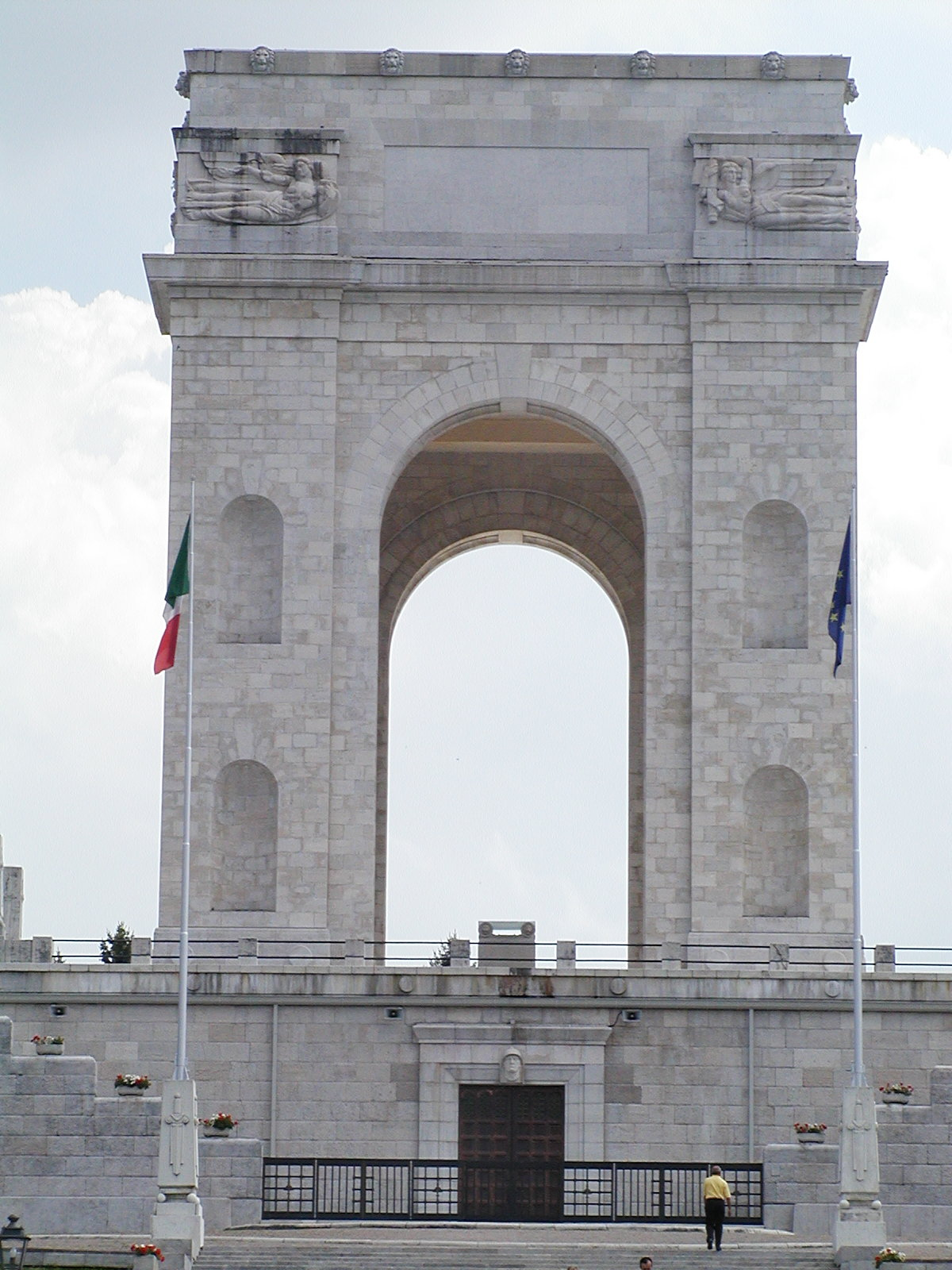
Die nach dem Ersten Weltkrieg errichtete Gedenkstätte Leiten

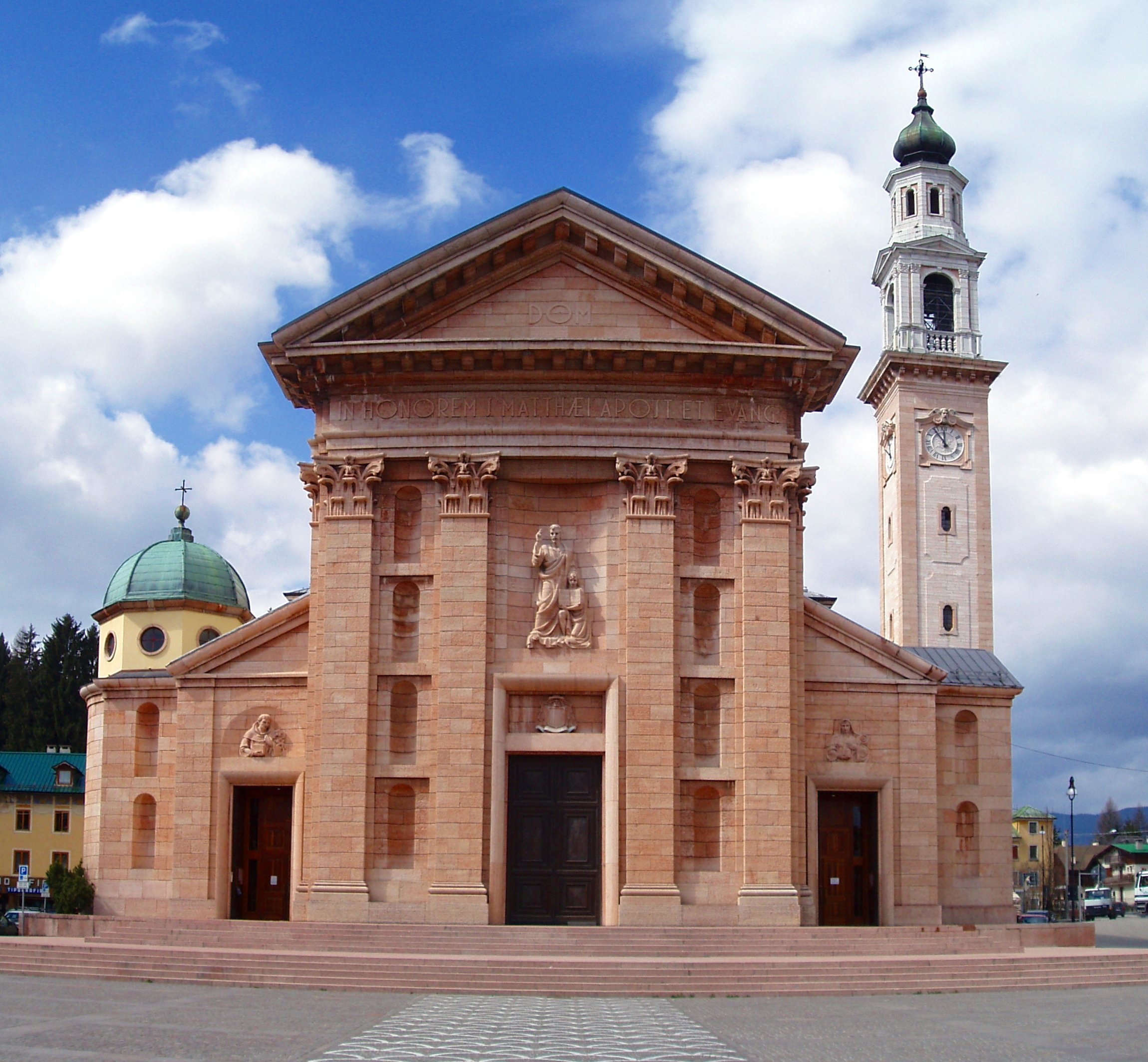
Der Dom San Matteo

Die ausgedehnte Hochebene von Asiago in den südlichen Voralpen wurde um das Jahr 1000 von deutschen Bauern aus dem bayerisch-tirolischen Raum besiedelt und urbar gemacht. Die sieben sich herausbildenden deutschen Orte schlossen sich im Bund der Sieben Gemeinden zusammen. Nachdem die angrenzenden Herrschaften diese Rechte und Selbstverwaltung anerkannt hatten, bildeten die Sieben Gemeinden von 1310 bis 1807 eine weitgehend eigenständige deutsche Bauernrepublik. Durch Unterordnung bei Anerkennung der Sonderrechte fanden die Sieben Gemeinden Schutz bei mächtigen Nachbarn, zunächst bei den Skaligern von Verona, dann bei den Visconti von Mailand.
Die am 29. Juni 1310 verfassten Statuten der Sieben Gemeinden tragen den Titel: „Dise saint Siben, Alte Komeun, Prudere Liben“ (Liebe Brüder, das sind die Sieben alten Gemeinden) 1405 unterstellten sie sich der Republik Venedig, die das Statut und die Sonderrechte (z. B. das Recht des freien Waffentragens) anerkannte.
1796 kamen die Sieben Gemeinden mit Venetien zu Österreich. In den napoleonischen Kriegen wechselte der Besitz mehrfach. 1807 hob Napoleon das Sonderstatut der Sieben Gemeinden und damit deren Eigenständigkeit auf. Bis zum Ende der napoleonischen Epoche mussten die neu gewählten Pfarrer eine Probepredigt auf Italienisch und auf Zimbrisch halten.
1815 kam das Gebiet wieder zu Österreich und wurde Teil des österreichischen Königreichs Lombardo-Venetien. In Unkenntnis der Lage auf der Hochebene führte die österreichische Verwaltung die italienische Schul- und Amtssprache ein und leitete damit die Italianisierung der gesamten Hochfläche ein.
Im Jahre 1866 wurde die Hochebene im Zuge des italienischen Risorgimento mit Venetien an das Königreich Italien angeschlossen. Obwohl sich inzwischen auch deutsche Volkskundler für die deutsche Sprachinsel zu interessieren begannen, wurde die Italianisierung nach der italienischen Einigung schnell vorangetrieben. Damals wurden die meisten Ortsnamen italianisiert. Die ersten Ethnologen, die die Sprachinsel besuchten, versuchten sich unter dem Einfluss der Romantik deren Existenz durch Rückgriff auf frühe germanische Züge nach Italien zu erklären. Sie meinten, die Deutschen der Sieben Gemeinden seien Nachkommen der germanischen Kimbern, die im ausgehenden 2. Jahrhundert v. Chr. nach Italien gezogen und von den Römern besiegt worden waren. Von dieser irrigen Annahme leitet sich die heute in den kleinen deutschen Sprachinseln Norditaliens häufig gebrauchte Selbstbezeichnung als „Zimbern“ ab.
Im Jahr 1910 wurde eine Zahnradbahn von Rocchette nach Asiago in Betrieb genommen. Damit erhielt der Ort Anschluss an das Verkehrssystem.
Als im Ersten Weltkrieg die italienisch-österreichische Front mitten durch die Hochebene der Sieben Gemeinden verlief, wurden die Bewohner in die Poebene ausgesiedelt, wo ihnen jeder Gebrauch ihrer deutschen Mundart verboten war. Viele kehrten in ihre zerstörte Heimat erst gar nicht mehr zurück, so dass die deutsche Tradition stark bedrängt wurde. Der Faschismus (1922–1943) versetzte den letzten Resten des deutschen Sprach- und Kulturlebens den Todesstoß, indem er den Gebrauch der deutschen Mundart auch im privaten und familiären Gebrauch verbot.
Heute finden sich auf der Hochebene nur noch bescheidene Reste der deutschen Sprache und Tradition. Vor allem im bäuerlichen Leben konnten sich viele Ausdrücke erhalten, die der bekannte Schriftsteller und gebürtige Schlegener Mario Rigoni Stern in seinem literarischen Werk verarbeitet hat. In Roana, mundartlich-deutsch: Robaan (dort gibt es das gut ausgestattete Kulturinstitut „Agustin Prunner“), und in dessen Ortsteil Mezzaselva wird teilweise noch die deutsche Mundart gesprochen, während in Asiago und den anderen Gemeinden die Sprache ausgestorben und nur noch durch Flurnamen und Inschriften dokumentiert ist.
Im etwa 30 km nordwestlich gelegenen und von Asiago aus über den sehr einfach zu befahrenden Vezzena-Pass gut erreichbaren Lusern hat sich dagegen das Zimbrische bis heute sehr gut erhalten.
Asiago wurde im Ersten Weltkrieg fast völlig zerstört. In den 1930er Jahren wurde etwas außerhalb des Ortes auf einer kleinen Erhebung mit Namen Leiten die gleichnamige Gedenkstätte mit einem Beinhaus errichtet. Dort ruhen fast 54.300 Soldaten verschiedener Nationen. In der Umgebung von Asiago liegen mehrere italienische und österreichisch-ungarische Sperranlagen, die insbesondere in der ersten Hälfte des Krieges schwer umkämpft waren.
2007 entschied sich eine große Mehrheit von 94 Prozent der Bevölkerung aller Sieben Gemeinden (Conco, Enego, Foza, Gallio, Lusiana, Roana und Rotzo) in einer Volksabstimmung für die Loslösung von der Region Venetien (Veneto) und die Angliederung an die Autonome Provinz Trient. Der institutionelle Weg zur Verwirklichung dieses Wechsels ist langwierig. In Venetien gibt es heftigen Widerstand gegen den Wechsel.
Der Asteroid (7679) Asiago wurde nach der Gemeinde benannt.

## Verkehr

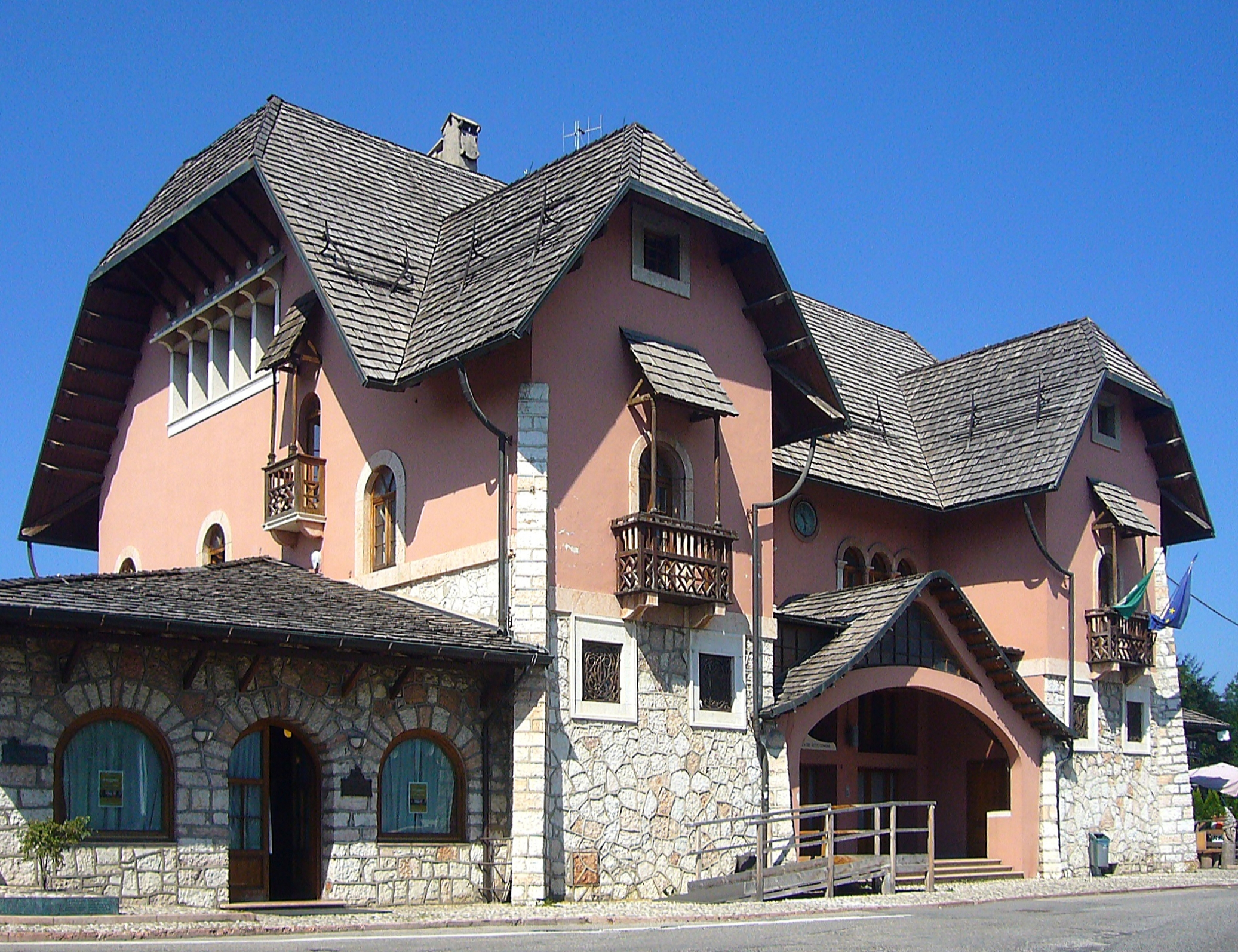
Bahnhof

Von 1910 bis 1958 wurde Asiago von der Zahnradbahn Rocchette–Asiago erschlossen. Heute dient die ehemalige Bahntrasse als 13 km langer Radweg nach Campiello.

## Partnergemeinden
- Noventa Vicentina
- Tempio Pausania
- Sinnai
- Armungia
- Sassari
- Lockport

## Tourismus
Heute ist Asiago das ganze Jahr über Ausflugsziel und ein beliebter Ferienort auf gehobenem Niveau. Auch Prominenz (zum Beispiel Adriano Celentano) hat sich in Asiago niedergelassen.
Im Sommer lockt die Ruhe der Natur (es ist ein ideales Gebiet zum Wandern und Radfahren) die überwiegend italienischen Touristen an. Im Winter verwandelt es sich in ein geschätztes Wintersportgebiet. Asiago verfügt über einen Sportflugplatz, der hauptsächlich von Segelfliegern genutzt wird, über einen Golfplatz und eine Eissporthalle, die die Heimat eines der erfolgreichsten Eishockeyclubs Italiens – des HC Asiago – ist.

## Kulinarisches

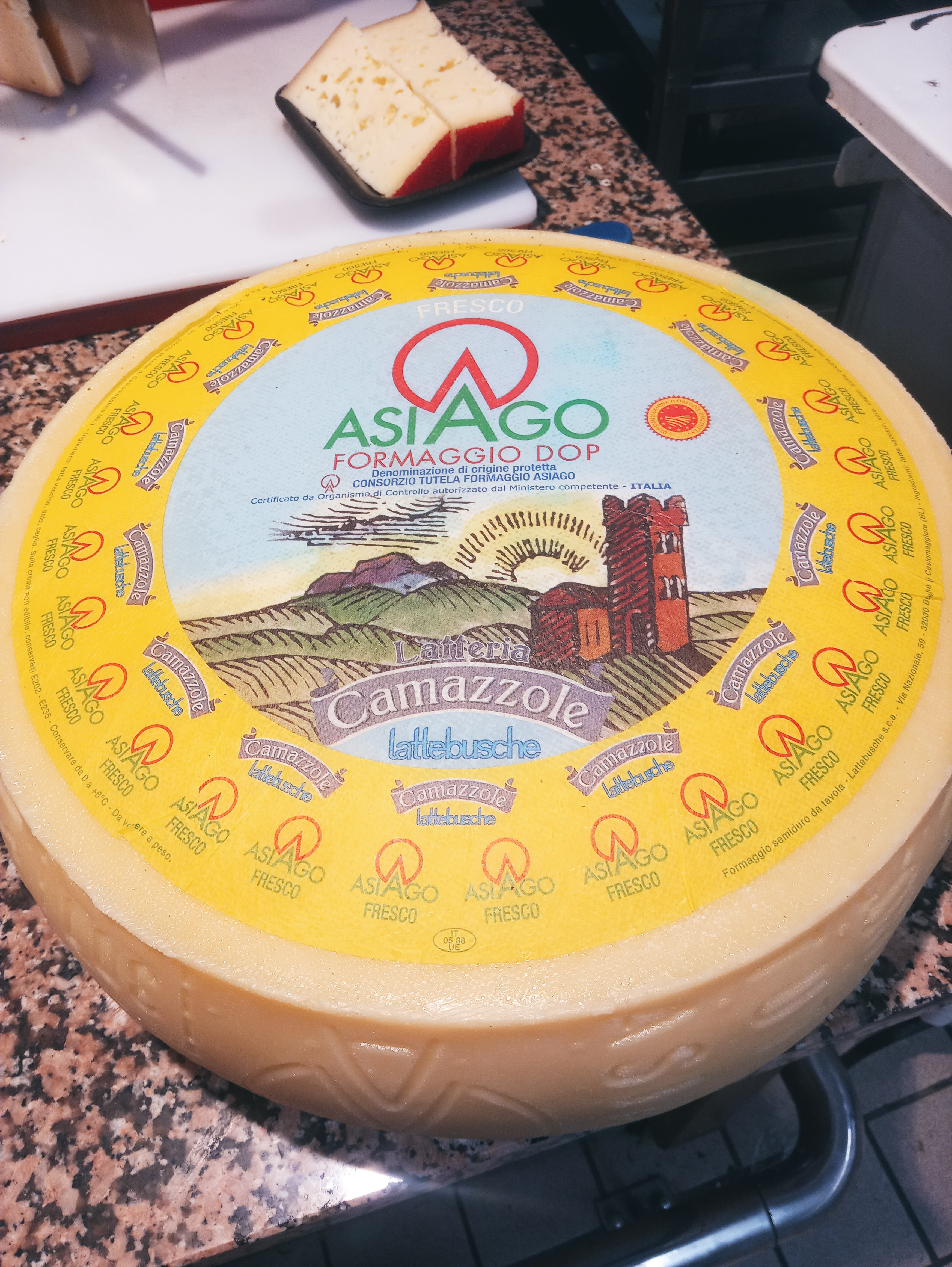
Der Asiago Käse

Asiago ist auch für den gleichnamigen Hartkäse (Asiago) mit geschützter Ursprungsbezeichnung (D.O.P.) berühmt, der früher aus Schafmilch, heute aber aus Kuhmilch hergestellt wird.

## Persönlichkeiten
- Johanna Maria Bonomo (1606–1670), Äbtissin
- Mario Rigoni Stern (1921–2008), Schriftsteller
- Mario Gios (* 1936), Eisschnellläufer
- Benito Rigoni (1936–2021), Bobfahrer
- Giovanni Paganin (1955–1990), Eisschnellläufer
- Giampiero Gloder (* 1958), römisch-katholischer Kurienerzbischof und Diplomat des Heiligen Stuhls
- Giorgio Paganin (* 1962), Eisschnellläufer
- Paolo Longo Borghini (* 1980), Radrennfahrer
- Edoardo Frau (* 1980), Grasskiläufer
- Enrico Fabris (* 1981), Eisschnellläufer und zweifacher Olympiasieger
- Stefano Strazzabosco (* 1983), Grasskiläufer
- Giulia Gianesini (* 1984), Skirennläuferin
- Luca Stefani (* 1987), Eisschnellläufer, Vize-Weltmeister
- Stefania Berton (* 1990), Eiskunstläuferin
- Tommaso Leoni (* 1991), Snowboarder
- Filippo Ambrosini (* 1993), Eiskunstläufer